# Сидур (молитвенник)

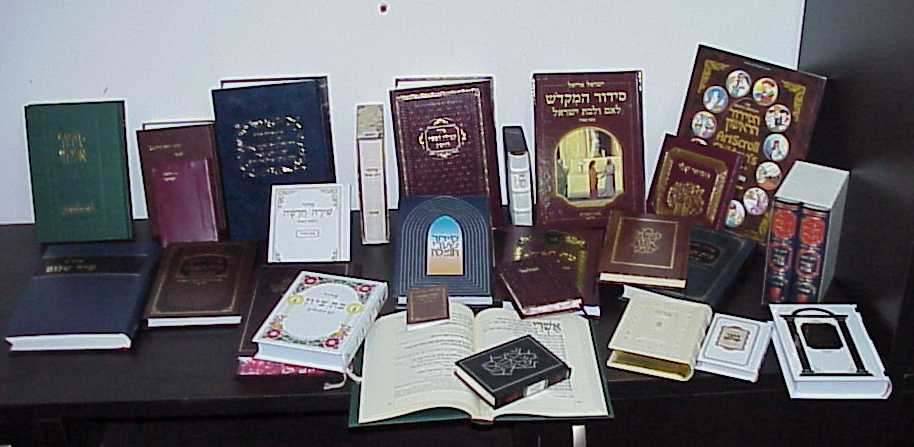
Сидуры

Сидур (сидду́р, моли́твенник, тихла́ль, от ивр. סידור‎ — «приведение в порядок»), также се́дер ха-тфило́т (סדר התפלות‎ — «распорядок молитв») в иудаизме — сборник молитв и благословений.
Слово сидур является однокоренным со словом се́дер (סדר‎ — «порядок, распорядок») — последовательность молитв ежедневных и в разных случаях жизни. В Мишне раввинами богослужение названо се́дер брахо́т (סדר ברכות‎ — «распорядок благословений»).
Сидуры различают по традициям (нусах): сефардские, ашкеназские, хасидские, йеменские, а также по назначению: на каждый день со специальными праздничными вставками, специальные махзоры для периода больших праздников (от первого дня Рош ха-Шана до конца Йом-кипура).
В современных сидурах, изданных в диаспоре или для диаспоры, часто печатают 2—3 параллельных текста (на иврите или иудео-арамейском, перевод на язык евреев диаспоры, распространённый в данном регионе), а иногда транскрипция текста молитв буквами этого языка.
Возраст самого древнего известного на сегодня экземпляра сидура насчитывает порядка 1200 лет (приблизительно молитвенник был составлен в начале или середине IX века). Он состоит из 50-и пергаментных страниц в оригинальном переплёте и содержит около 40 000 священных текстов на иврите. Исследователи считают, что он был написан во времена деятельности гаонов в Вавилоне, бывшем в тот период центром еврейской жизни.